# Districte de West Khandesh
El districte de West Khandesh fou una divisió administrativa de l'Índia Britànica creada el 1906 per divisió del districte de Khandesh. Estava format per set taklukes i un petha i tenia una superfície de 15.402 km² i una població de 469.654 habitants. La capital fou Dhulia (Dhule) i posteriorment el districte va agafar el nom de Dhule o Dhulia que es va dividir altre cop el 1998 en els de Dhule i Nandurbar.